# Suspicious Partner

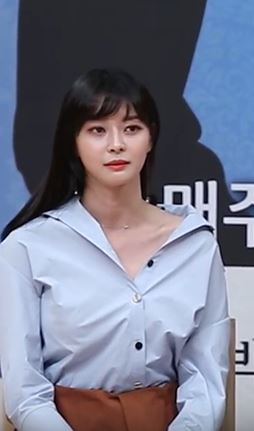
Kwon Nara protagonista del drama "Socio Suspicious" en la presentación de la producción el 10 de mayo del 2017

Suspicious Partner (en hangul, 수상한 파트너; romanización revisada, Susanghan pateuneo) es una serie de televisión surcoreana emitida por SBS desde el 10 de mayo del 2017, hasta el 13 de julio del mismo año. 
La serie contó con la participación invitada de los actores Jang Won-young, Hong Seok-cheon, Park Sung-geun, Jo Jung-sik, Lee Shi-ah, Ji Il-joo, Kim Ye-joon, Kim Kyung-ji, Jung Yeon, Kim Ki-nam, Seo Jin-wook, Jo Won-hee, Choi Ji-hoo, Lee Da-jin, entre otros...

## Historia
La serie sigue a Noh Ji-wook, un joven fiscal de la Fiscalía del Distrito Central que alberga un trauma que proviene de un acontecimiento en su niñez en el que resultaron muertos sus padres. Por otro lado sigue a Eun Bong-hee, quien fue una atleta de taekwondo en su juventud, y ahora es una abogada en prácticas bajo la supervisión de Ji-wook. Su vida parece ir bien hasta que Bong-hee es acusada falsamente del asesinato de su exnovio.
A pesar de ser el fiscal en el caso de Bong-hee, Ji-wook cree en su inocencia y le pide a su antiguo amigo Ji Eun-hyuk que trabaje para demostrarlo. Después de salir de la cárcel, Bong-hee y Ji-wook, junto a Eun-hyuk, Bang Eun-ho, Byun Young-hee y Yoo-jung, comienzan a trabajar para descubrir al responsable del asesinato por el cual fue acusada, y pronto se dan cuenta de que el responsable es un asesino en serie psicópata y peligroso, cuyos crímenes los comete por una razón.
Rápidamente la relación profesional entre Ji-wook y Bong-hee cambia y comienzan a enamorarse.

## Reparto

### Personajes principales
| Actor                                   | Personaje    | Ocupación         | Nº de episodios | Ref.              |
| --------------------------------------- | ------------ | ----------------- | --------------- | ----------------- |
| Ji Chang-wook Son Sang-yeon Oh Han-kyul | Noh Ji-wook  | Fiscal / Abogado  | 40 11           | [ 1 ]             |
| Nam Ji-hyun Choi Myung-bin              | Eun Bong-hee | Abogada Defensora | 40 2            | [ 2 ] [ 3 ] [ 4 ] |
| Choi Tae-joon Kwon Bin                  | Ji Eun-hyuk  | Abogado           | 40 1            | [ 2 ]             |
| Kwon Nara Ryu Han-bi                    | Cha Yoo-jung | Fiscal            | 27 1            | [ 5 ] [ 6 ]       |

### Personajes recurrentes
| Actor           | Personaje                 | Ocupación                                                         | Nº de episodios | Ref.        |
| --------------- | ------------------------- | ----------------------------------------------------------------- | --------------- | ----------- |
| Jang Hyuk-jin   | Bang Eun-ho               | Fiscal / Amigo de Ji-wook                                         | 37              |             |
| Lee Deok-hwa    | Byun Young-hee            | Representante de la Firma de Abogados / Padre Adoptivo de Ji-wook | 35              | [ 7 ]       |
| Kim Ye-won      | Na Ji-hae                 | Fiscal / Novia de Hee-joon                                        | 28              |             |
| Dong Ha         | Jung Hyun-soo             | Asesino / Repartidor                                              | 22              | [ 8 ] [ 9 ] |
| Yoon Bok-in     | Park Young-soon           | Mesera / exmasajista / Madre de Bong-hee                          | 17              |             |
| Jin Joo-hyung   | Go Chan-ho                | Investigador Forense / Cómplice de Hyun-soo                       | 14              |             |
| Nam Ki-ae       | Hong Bok-ja               | Madre Adoptiva de Ji-wook / Esposa de Young-hee                   | 11              |             |
| Kim Hong-pa     | Jang Moo-young            | Padre de Hee-joon / Fiscal de Distrito de Sunho                   | 11              |             |
| Jo Seung-yeon   | Noh Young-suk (fallecido) | Padre de Ji-wook / Fiscal                                         | 10              |             |
| Lee Do-yeop     | Eun Man-soo (fallecido)   | Papá de Bong-hee / Taxista                                        | 7               |             |
| Hwang Chan-sung | Jang Hee-joon (fallecido) | Fiscal / exnovio de Bong-hee                                      | 6               |             |
| Kim Ye-joon     | Kim Jae-hong              | Testigo                                                           | 4               |             |
| Heo Joon-seok   | Woo Hee-kyu               | Fiscal                                                            | 4               |             |
| -               | Park                      | Detective                                                         | 3               |             |
| -               | Min Young-hoon            | Acusado de Violación                                              | 3               |             |
| Shim Eun-woo    | Hong Cha-eun              | Fiscal                                                            | 2               |             |
| -               | Choi Yeon-woo             | Amiga de Bong-hee                                                 | 2               |             |
| Choi Hong-il    | -                         | Fiscal                                                            | 1               |             |

### Otros personajes
| Actor        | Personaje                | Ocupación | Nº de episodios |
| ------------ | ------------------------ | --------- | --------------- |
| Kim Soo-jin  | -                        | -         | -               |
| Tae Won-seok | Atacante del Restaurante | -         | 21-22           |

### Antiguos personajes recurrentes
| Actor           | Personaje       | Ocupación                         | Nº de episodios | Estado | Notas                           |
| --------------- | --------------- | --------------------------------- | --------------- | ------ | ------------------------------- |
| Park Kyu-young  | Park So-young   | Víctima de Asalto                 | 6               | Muerta | se suicidó luego de ser abusada |
| -               | Lee Jae-ho      | -                                 | 5               | Muerto | asesinado por Jung Hyun-soo     |
| Jang Won-young  | Ji Ha-cheol     | Exhibicionista                    | 3               | Vivo   | arrestado                       |
| -               | Yang Jin-woo    | Chef                              | 3               | Muerto | asesinado por Jung Hyun-soo     |
| Woo Jung-won    | Hermana de Yang |                                   |                 |        |                                 |
| Kwon Hyung-joon | Kang Sun Il     | Acusado Falsamente de Incendiario | 3               | Vivo   | puesto en libertad              |
| -               | Lee Joon-hae    | Arsonista                         | 2               | Vivo   | arrestado                       |
| Seo Dong-won    | So Jung-ha      | -                                 | 2               | Muerto | murió luego de ser atropellado  |
| Jin Hee-kyung   | Lee Na-eun      | Mamá de Ji-wook                   | 2               | Muerta | murió en un incendio            |
| -               | Sung Jae-hyun   | -                                 | 2               | Muerto | asesinado por Jung Hyun-soo     |
| Lee Si-a        | Lee Na-eun      | Víctima de Acoso                  | 1               | Viva   | -                               |
| Lee Shi-hoon    | -               | Asesino / Detective               | 1               | Vivo   | arrestado                       |
| Ji Il-joo       | Jeon Sung-ho    | Acosador                          | 1               | Vivo   | arrestado                       |

## Premios y nominaciones
| Año  | Premio            | Categoría                                                 | Nominado (a)                | Resultado |
| ---- | ----------------- | --------------------------------------------------------- | --------------------------- | --------- |
| 2017 | SBS Drama Award   | Top Excellence Award, Actor in a Wednesday–Thursday Drama | Ji Chang-wook               | Nominado  |
| 2017 | SBS Drama Award   | Excellence Actress                                        | Nam Ji-hyun                 | Ganó      |
| 2017 | SBS Drama Award   | Excellence Award, Actor in a Wednesday–Thursday Drama     | Choi Tae-joon               | Nominado  |
| 2017 | SBS Drama Award   | Best New Actress                                          | Kwon Na-ra                  | Nominada  |
| 2017 | SBS Drama Award   | Best Supporting Actress                                   | Kim Ye-won                  | Nominada  |
| 2017 | SBS Drama Award   | Best Couple Award                                         | Ji Chang-wook y Nam Ji-hyun | Nominados |
| 2017 | Korea Drama Award | Excellence Award, Actress (Drama)                         | Nam Ji-hyun                 | Nominada  |

## Producción
El drama fue previamente conocido como "Beware This Woman" y "Suspicious Romance".
Fue dirigido por Park Sun-ho y escrito por Kwon Ki-young, contó con el productor ejecutivo Park Young-soo.
El primer script fue realizado el 4 de abril del 2017 en SBS Ilsan Production Center en Tanhyun, Corea del Sur.
La serie fue protagonizada por Ji Chang-wook, Choi Tae-joon, Nam Ji-hyun y Kwon Nara.
Contó con la compañía productora "The Story Works" y fue distribuida por Seoul Broadcasting System (SBS).
La serie fue bien recibida y obtuvo buena audiencia.